# Distrikt Quiches
Der Distrikt Quiches liegt in der Provinz Sihuas in der Region Ancash in West-Peru. Der Distrikt wurde am 7. Oktober 1914 gegründet. Er besitzt eine Fläche von 148 km². Beim Zensus 2017 wurden 2447 Einwohner gezählt. Im Jahr 1993 lag die Einwohnerzahl bei 2759, im Jahr 2007 bei 2779. Die Distriktverwaltung befindet sich in der 3012 m hoch gelegenen Ortschaft Quiches mit 576 Einwohnern (Stand 2017). Quiches liegt 23 km nordöstlich der Provinzhauptstadt Sihuas.

## Geographische Lage
Der Distrikt Quiches liegt im zentralen Osten der Provinz Sihuas. Der Río Marañón sowie dessen linker Nebenfluss Río Actuy begrenzen den Distrikt im Osten und im Norden.
Der Distrikt Quiches grenzt im Südwesten an den Distrikt Huayllabamba, im Westen an den Distrikt Chingalpo, im Norden an den Distrikt Acobamba, im Osten an die Distrikte Taurija und Santiago de Challas (beide in der Provinz Pataz) sowie im Süden an den Distrikt Alfonso Ugarte.

## Ortschaften
Neben dem Hauptort gibt es folgende Ortschaften (caseríos) im Distrikt:
- Casablanca
- Cóndor Cerro
- Jocosbamba
- Miobamba
- Tinyayo